# Latino Fantasy - 25 Anos de Carreira
Latino Fantasy - 25 Anos de Carreira é o quarto álbum de vídeo do cantor e produtor brasileiro Latino em comemoração ao seus 25 anos de carreira na indústria musical. Foi lançado em 25 de setembro de 2018 pelo selo da Universal Music. O DVD contém participações especiais, como o cantor Well Assis, Dennis DJ e MC Maneirinho, e o rapper Caio Giovanni.

## Gravação
A gravação do DVD ocorreu no dia 18 de fevereiro de 2017 na Cachaçaria Carvalheira em Recife, Pernambuco durante o evento anual "Carvalheira Fantasy".

## Lançamento
O primeiro extended play do DVD foi lançado no dia 13 de outubro de 2017, o 2 EP foi lançado no dia 3 de novembro de 2017, e por fim o 3 EP foi lançado no dia 1 de dezembro de 2017. Foi confirmado pelo próprio cantor em seu stories no Instagram no dia 30 de agosto de 2018 que foi confirmado a data de lançamento do DVD para o dia 21 de setembro de 2018 porem devido um adiamento o próprio cantor confirmou o Lançamento do DVD no dia 25 de setembro de 2018 atráves do seu Stories no Instagram.
No dia 5 de maio de 2020, o DVD foi lançado no Canal Oficial do Cantor no Youtube.

## Lista de faixas[3]
| N.º | Título                                                | Compositor(es)                     | Duração |  |
| 1.  | "Happy Day"                                           | Latino                             | 3:44    |  |
| 2.  | "Pra Lavar"                                           | Latino                             | 4:10    |  |
| 3.  | "Zuar e Beber"                                        | Luizinho Lino / Marquinhos Maraial | 2:55    |  |
| 4.  | "Vitrine / Conquista"                                 | Latino \| Claudinho & Buchecha     | 3:44    |  |
| 5.  | "Me Leva 2017" (part. Caio Giovanni)                  | Latino                             | 4:44    |  |
| 6.  | "Renata"                                              | Latino                             | 3:30    |  |
| 7.  | "Papo De Jacaré / Cátia Catchaça"                     | P.O Box \| Latino                  | 4:26    |  |
| 8.  | "Carangueijo"                                         | Latino                             | 3:40    |  |
| 9.  | "Caçada"                                              | Latino                             | 3:52    |  |
| 10. | "Muito Mais Safado" (part. Dennis DJ e Mc Maneirinho) | Dennis DJ                          | 3:02    |  |
| 11. | "Aquecimento na Mansão"                               | Forró dos Plays, Latino            | 2:03    |  |
| 12. | "Todo Seu" (part. Well Assis)                         | Latino, Well Assis                 | 4:16    |  |
| 13. | "Beba Mais"                                           | Mano Walter, Latino                | 3:30    |  |
| 14. | "Outra Noite"                                         | Latino                             | 3:38    |  |
| 15. | "Amigo Fura Olho (Ella Y Yo)" (part. Caio Giovanni)   | Latino, Daddy Kall                 | 3:50    |  |
| 16. | "Só Você"                                             | Latino                             | 3:14    |  |
| 17. | "Dança Kuduro"                                        | Daddy Kall, Latino                 | 2:56    |  |
| 18. | "Despedida de Solteiro (Gangnam Style)"               | Latino                             | 3:14    |  |
| 19. | "Ficha Rosa"                                          | Latino                             | 3:44    |  |
| 20. | "Festa No Ape (Dragostea Din Tei) / Dancin' Days"     | Latino \| Nelson Motta             | 4:47    |  |